# Flugplatz Kabala

i7
i11
i13
Der Flugplatz Kabala (englisch Kabala Airport, IATA-Code: KBA, ICAO-Code: GFKB) ist ein Flugplatz in der sierra-leonischen Distrikthauptstadt Kabala. 
Der Flugplatz wurde zu keiner Zeit für den Linienverkehr genutzt. Aktuell (Stand Januar 2018) wird der Flugplatz nicht mehr genutzt. Er liegt auf 308 m Höhe. Er verfügt über eine Start- und Landebahn.